# The Walking Dead (5.ª temporada)
A quinta temporada de The Walking Dead, uma série de televisão norte-americana de terror pós-apocalíptico exibida pela AMC, estreou em 12 de outubro de 2014 e terminou em 29 de março de 2015, consistindo em 16 episódios. Desenvolvida para televisão por Frank Darabont, a série é baseada na série homônima de histórias em quadrinhos criada por Robert Kirkman, Tony Moore e Charlie Adlard. Foi produzida por Kirkman, David Alpert, Scott M. Gimple, Greg Nicotero, Tom Luse e Gale Anne Hurd, com Gimple como showrunner pela segunda temporada consecutiva. A quinta temporada recebeu ampla aclamação da crítica, sendo indicada para múltiplos prêmios e conquistando três deles, incluindo Melhor Série de Televisão Sindicada/Cabo pelo terceiro ano consecutivo, no 41º Saturn Awards.
Esta temporada adapta material das edições 61–77 da série de histórias em quadrinhos e introduz personagens notáveis dos quadrinhos, incluindo os caçadores canibalistas do Terminus, Padre Gabriel Stokes (Seth Gilliam) e Aaron (Ross Marquand), bem como as famílias Anderson e Monroe. Agora reunida, a temporada continua a história de Rick Grimes (Andrew Lincoln) e seu grupo de sobreviventes enquanto procuram por um refúgio, mas enfrentam novas ameaças tanto de zumbis quanto de outros sobreviventes humanos (hostis). Também marca o retorno de Morgan Jones (Lennie James), que foi visto pela última vez no episódio da terceira temporada "Clear."
A primeira metade da temporada concentra-se na fuga do grupo do Terminus, depois de se encontrarem em uma situação vulnerável, onde descobrem os verdadeiros motivos dos habitantes do Terminus, bem como o resgate de Beth Greene (Emily Kinney) do Grady Memorial Hospital em Atlanta. No meio dos eventos, parte do grupo viaja para Washington, D.C., em busca de uma possível cura para o vírus dos zumbis. A segunda metade da temporada foca na adição do grupo e na experiência em um novo refúgio: a Zona de Segura de Alexandria, uma comunidade murada cujos habitantes têm pouca experiência lidando com ameaças externas.

## Elenco e personagens

### Principal

#### Estrelando
- Andrew Lincoln como Rick Grimes[4] (1–16)
- Norman Reedus como Daryl Dixon[5] (1–16)
- Steven Yeun como Glenn Rhee (1–16)
- Lauren Cohan como Maggie Greene (1–16)
- Chandler Riggs como Carl Grimes (1–16)
- Danai Gurira como Michonne (1–16)
- Melissa McBride como Carol Peletier (1–16)
- Michael Cudlitz como Abraham Ford (1–16)
- Emily Kinney como Beth Greene (1–9)
- Chad L. Coleman como Tyreese Williams (1–9)

#### Também estrelando
- Sonequa Martin-Green como Sasha Williams (1–16)
- Lawrence Gilliard Jr. como Bob Stookey (1–3)
- Josh McDermitt como Eugene Porter (1–16)
- Christian Serratos como Rosita Espinosa (1–16)
- Alanna Masterson como Tara Chambler (1–16)
- Andrew J. West como Gareth (1–3)
- Seth Gilliam como Gabriel Stokes[6] (2–16)

### Elenco de apoio

#### Terminus
- Denise Crosby como Mary
- Tate Ellington como Alex
- Travis Young como Greg

#### Os Caçadores
- Chris Coy como Martin
- Benjamin Papac como Albert
- Chris Burns como Mike
- April Billingsley como Theresa

#### Hospital Grady Memorial
- Tyler James Williams como Noah
- Ricky Wayne como O'Donnell
- Christine Woods como Dawn Lerner
- Erik Jensen como Dr. Steven Edwards
- Teri Wyble como Amanda Shepherd
- Maximiliano Hernández como Bob Lamson
- Christopher Matthew Cook como Licari
- Keisha Castle-Hughes como Joan
- Cullen Moss como Gorman
- Amber Dawn Fox como Oficial Bello
- Jarod Thompson como Oficial Tanaka
- Sammy Hadid como Oficial Alvarado

#### Zona Segura de Alexandria
- Ross Marquand como Aaron
- Tovah Feldshuh como Deanna Monroe
- Alexandra Breckenridge como Jessie Anderson
- Corey Brill como Pete Anderson
- Jason Douglas como Tobin
- Steve Coulter como Reg Monroe
- Michael Traynor como Nicholas
- Jordan Woods-Robinson como Eric Raleigh
- Major Dodson como Sam Anderson
- Austin Nichols como Spencer Monroe
- Daniel Bonjour como Aiden Monroe
- Austin Abrams como Ron Anderson
- Katelyn Nacon como Enid
- Elijah Marcano como Mikey
- Ann Mahoney como Olivia
- Ted Huckabee como Bruce
- Dahlia Legault como Francine
- Curtis Jackson como Bob Miller
- Helen Jackson como Natalie Miller
- David Marshall Silverman como Kent
- Duane Kicak como Tommy
- Robert Morato como Bobby
- Stacy Payne como Stacy
- Mandi Christine Kerr como Barbara

#### Outros
- Lennie James como Morgan Jones
- David Morrissey como O Governador
- Benedict Samuel como Owen[7]
- Brighton Sharbino como Lizzie Samuels
- Kyla Kenedy como Mika Samuels
- Robin Lord Taylor como Sam
- Andrea Moore como Ellen Ford
- Drake Ethan Light como A.J. Ford
- Brandon Carroll como David
- Jesse C. Boyd como Edward

## Produção
Em 29 de outubro de 2013, a emissora AMC renovou The Walking Dead para uma quinta temporada, com Scott M. Gimple retornando como showrunner. Michael Cudlitz, Josh McDermitt, Christian Serratos, Alanna Masterson e Andrew J. West, que, respectivamente, interpretam Abraham Ford, Eugene Porter, Rosita Espinosa, Tara Chambler e Gareth, foram promovidos para o elenco principal da série na temporada. Seth Gilliam estreou como regular nesta temporada, interpretando o padre Gabriel Stokes.

## Episódios
| N.º na série | N.º na temp. | Título                                                                                | Dirigido por          | Escrito por                       | Exibição original       | Audiência (milhões) |
| --- | ------------ | ------------------------------------------------------------------------------------- | --------------------- | --------------------------------- | ----------------------- | ------------------- |
| 52 | 1            | "No Sanctuary" "(Sem Santuário)" (BR)                                                 | Greg Nicotero         | Scott M. Gimple                   | 12 de outubro de 2014   | 17.29               |
| Carol e Tyreese capturam um aliado de Terminus, Martin, descobrindo que seus amigos foram capturados e provavelmente serão canibalizados por Gareth e os outros sobreviventes de Terminus. Enquanto Tyreese fica para trás com Judith e Martin, Carol usa uma horda de zumbis como distração para libertar Rick e os outros. Rick e Carl finalmente se reúnem com Judith. Uma vez reagrupados, os outros convencem Rick a esquecer de atacar Terminus e, em vez disso, seguir para Washington. |              |                                                                                       |                       |                                   |                         |                     |
| 53 | 2            | "Strangers" "(Estranhos)" (BR)                                                        | David Boyd            | Robert Kirkman                    | 19 de outubro de 2014   | 15.14               |
| O grupo de Rick salva o padre Gabriel Stokes de zumbis, e ele lhes fornece abrigo em sua igreja; seus motivos são suspeitos, deixando alguns ansiosos para continuar. Carol se retira do grupo, seguida por Daryl, quando eles veem um carro com uma cruz branca na janela, a mesma que Daryl viu sequestrar Beth, e os dois o seguem. Bob é capturado pelos sobreviventes restantes de Terminus liderados por Gareth, que procedem para amputar e consumir sua perna. |              |                                                                                       |                       |                                   |                         |                     |
| 54 | 3            | "Four Walls and a Roof" "(Quatro Paredes e um Teto)" (BR)                             | Jeffrey F. January    | Angela Kang & Corey Reed          | 26 de outubro de 2014   | 13.80               |
| O padre Gabriel é forçado a revelar que deixou sua congregação ser devorada pelos zumbis enquanto ele se barricou lá dentro, e agora está passando por uma crise de fé. Gareth deixa Bob do lado de fora da igreja, e Rick lidera um grupo para acabar com Gareth em retribuição. Gareth usa essa oportunidade para atacar a igreja, mas é emboscado e morto pelo grupo de Rick. Rick insiste que eles esperem o retorno de Daryl e Carol antes de partir, mas Abraham e Rosita decidem continuar escoltando Eugene para Washington, com Glenn, Maggie e Tara indo junto. Abraham deixa um mapa para Rick segui-lo quando estiver pronto para partir. |              |                                                                                       |                       |                                   |                         |                     |
| 55 | 4            | "Slabtown" "(Slabtown)" (BR)                                                          | Michael E. Satrazemis | Matthew Negrete & Channing Powell | 2 de novembro de 2014   | 14.52               |
| Beth acorda no Hospital Grady Memorial em Atlanta, encontrando-o administrado e protegido por policiais liderados pela oficial Dawn Lerner. Embora eles forneçam tratamento médico, eles forçam aqueles sob seus cuidados e ajuda e renunciar ao tratamento médico dos mais fracos. Quando Beth vai contra essas políticas, ela é repreendida por Dawn. Beth faz amizade com outro paciente, Noah, e os dois tentam escapar juntos. Noah escapa, mas Beth é pega, punida e instruída e matar um médico corrupto; naquele momento, ela vê uma Carol inconsciente sendo levada para o hospital. |              |                                                                                       |                       |                                   |                         |                     |
| 56 | 5            | "Self Help" "(Auto-Ajuda)" (BR)                                                       | Ernest Dickerson      | Heather Bellson & Seth Hoffman    | 9 de novembro de 2014   | 13.53               |
| O grupo de Abraham segue para o norte, onde as inseguranças de Eugene levam a algum conflito dentro do grupo. Eles se deparam com uma grande extensão de campos que estão cheios de zumbis, e Abraham e Glenn discutem sobre o que fazer. Durante isso, Eugene revela que mentiu sobre ser um cientista ou saber uma cura, apenas usando isso para inspirar Abraham a ajudar a protegê-lo quando se conheceram. Abraham dá um soco em Eugene e então cai de joelhos em choque e descrença. |              |                                                                                       |                       |                                   |                         |                     |
| 57 | 6            | "Consumed" "(Consumidos)" (BR)                                                        | Seith Mann            | Matthew Negrete & Corey Reed      | 16 de novembro de 2014  | 14.07               |
| Daryl e Carol seguem o carro até Atlanta, onde seus equipamentos são roubados por Noah. Eles descobrem que os veículos da cruz branca são do Grady Memorial e usam um prédio do outro lado da rua para estudar o hospital. Lá, eles encontram Noah novamente, que se desculpa e devolve seus equipamentos, além de contar a eles sobre Beth. Com a polícia do hospital a caminho do prédio, os três escapam, mas Carol é atropelada por um carro de polícia em alta velocidade e levada para o hospital. |              |                                                                                       |                       |                                   |                         |                     |
| 58 | 7            | "Crossed" "(Cruzados)" (BR)                                                           | Billy Gierhart        | Seth Hoffman                      | 23 de novembro de 2014  | 13.33               |
| Embora Dawn acredite que Carol é uma causa perdida e ordene que o tratamento seja negado, Beth consegue fornecer a ela remédios que salvam vidas. Daryl e Noah retornam à igreja para recrutar Rick e outros para resgatar Beth. O grupo retorna a Atlanta e elabora um plano para capturar alguns dos policiais para usar como troca por Carol e Beth. |              |                                                                                       |                       |                                   |                         |                     |
| 59 | 8            | "Coda" "(Coda)" (BR)                                                                  | Ernest Dickerson      | Angela Kang                       | 30 de novembro de 2014  | 14.81               |
| Na igreja, Gabriel inadvertidamente leva um grupo de zumbis até lá, mas Abraham e seu grupo chegam a tempo de proteger os outros. Todos concordam em ir para Atlanta para ajudar. Rick negocia para trocar os oficiais capturados por Carol e Beth. No confronto comercial, Beth esfaqueia Dawn, que instintivamente atira e mata Beth; Daryl reage matando Dawn. Os grupos recuam e o grupo de Rick deixa o hospital com o cadáver de Beth, eventualmente se encontrando com o grupo de Abraham. |              |                                                                                       |                       |                                   |                         |                     |
| 60 | 9            | "What Happened and What's Going On" "(O Que Aconteceu e o Que Está Acontecendo)" (BR) | Greg Nicotero         | Scott M. Gimple                   | 8 de fevereiro de 2015  | 15.64               |
| O grupo de Rick segue para o norte, e um pequeno grupo com Rick, Tyreese, Glenn e Michonne leva Noah para sua comunidade natal, que ele alega ser protegida. Eles descobrem que a comunidade foi invadida, e Noah entra em pânico; Tyreese é mordido por um zumbi enquanto o protegia e tem visões de vários sobreviventes agora mortos, enquanto Michonne amputa seu braço mordido. Apesar disso, Tyreese morre enquanto eles correm de volta para se juntar aos outros. |              |                                                                                       |                       |                                   |                         |                     |
| 61 | 10           | "Them" "(Eles)" (BR)                                                                  | Julius Ramsay         | Heather Bellson                   | 15 de fevereiro de 2015 | 12.27               |
| O veículo do grupo quebra, forçando-os a continuar a pé em direção à Washington. Após um encontro com um bando de zumbis e cães selvagens, Daryl sugere que o grupo se abrigue em um celeiro para esperar a chuva passar. Eles encontram vários recipientes com água e um bilhete dizendo ser de um "amigo", mas Rick fica cauteloso e ordena que eles evitem. Na manhã seguinte, o grupo é abordado por Aaron, que se identifica como um "amigo". |              |                                                                                       |                       |                                   |                         |                     |
| 62 | 11           | "The Distance" "(A Distância)" (BR)                                                   | Larysa Kondracki      | Seth Hoffman                      | 22 de fevereiro de 2015 | 13.44               |
| Aaron conta ao grupo de Rick sobre Alexandria, uma comunidade murada e de zona segura, e que ele quer que eles façam um "teste" para se juntar à comunidade. Apesar de Aaron contar a verdade sobre veículos esperando por perto para levá-los para Alexandria, Rick continua desconfiado, temendo uma repetição de Woodbury e Terminus. Michonne convence Rick de que eles deveriam pelo menos dar uma olhada; Aaron lidera o grupo até os portões de Alexandria. |              |                                                                                       |                       |                                   |                         |                     |
| 63 | 12           | "Remember" "(Lembre-se)" (BR)                                                         | Greg Nicotero         | Channing Powell                   | 1 de março de 2015      | 14.43               |
| O grupo de Rick entrega suas armas antes de se encontrar com a líder de Alexandria, Deanna Monroe. Ela dá a eles entrevistas privadas individuais e lhes atribui alojamentos para esperar sua decisão. O grupo começa a se integrar com os outros sobreviventes de Alexandria, descobrindo que eles estão mal preparados para lidar com os perigos externos. Deanna dá a Rick e Michonne deveres de policial como uma demonstração de confiança, mas Rick confidencia a Carol que eles assumirão o lugar se a comunidade falhar em se proteger. |              |                                                                                       |                       |                                   |                         |                     |
| 64 | 13           | "Forget" "(Esqueça)" (BR)                                                             | David Boyd            | Corey Reed                        | 8 de março de 2015      | 14.53               |
| Embora o grupo de Rick seja bem-vindo à comunidade, Rick, Daryl e Carol se encontram em particular para discutir como recuperar e esconder suas armas do arsenal de Alexandria como planos de backup, caso precisem exercer controle. |              |                                                                                       |                       |                                   |                         |                     |
| 65 | 14           | "Spend" "(Gaste)" (BR)                                                                | Jennifer Lynch        | Matthew Negrete                   | 15 de março de 2015     | 13.78               |
| Abraham assume o controle da equipe de construção de Alexandria após um ataque dos mortos. Glenn, Noah, o filho de Deanna, Aiden, e um alexandrino chamado Nicholas procuram equipamentos para consertar os painéis solares da comunidade. Eles são emboscados pelos zumbis, que matam Aiden e encurralam os outros. Glenn quase salva Noah antes que Nicholas, em pânico, o sacrifique aos mortos para escapar. Deanna observa que os membros do grupo de Rick parecem estar tomando conta da comunidade; Gabriel avisa Deanna que o grupo de Rick é perigoso. Carol determina que Pete, o médico cirurgião da cidade, está abusando de sua esposa Jessie e do filho Sam, e sugere a Rick que ele deve matá-lo. |              |                                                                                       |                       |                                   |                         |                     |
| 66 | 15           | "Try" "(Tente)" (BR)                                                                  | Michael E. Satrazemis | Angela Kang                       | 22 de março de 2015     | 13.76               |
| Nicholas culpa falsamente Glenn pelas mortes de Aiden e Noah, levando Deanna a confiscar as armas do grupo de Rick. As tensões aumentam ainda mais depois que Deanna revela que sabe dos abusos de Pete, mas não vai impedir, pois ele é o único médico cirurgião da comunidade. Rick tenta abordar Jessie em particular para oferecer sua proteção contra Pete, mas Pete interrompe, levando a uma luta física entre ele e Rick, e um confronto público entre Rick e Deanna; Rick afirma que os moradores de Alexandria se tornaram complacentes demais para sobreviver. Michonne nocauteia Rick antes que ele possa causar mais danos. |              |                                                                                       |                       |                                   |                         |                     |
| 67 | 16           | "Conquer" "(Conquiste)" (BR)                                                          | Greg Nicotero         | Scott M. Gimple & Seth Hoffman    | 29 de março de 2015     | 15.78               |
| Deanna se prepara para realizar uma reunião para discutir o exílio de Rick por sua última explosão, e Rick prepara seu grupo para entrar em ação caso decidam fazê-lo. Glenn confronta e bate em Nicholas até que ele implore por sua vida, e Glenn o poupa. Daryl e Aaron descobrem que os Lobos, um grupo de selvagens acampados perto de Alexandria, ameaçam a comunidade e se deparam com Morgan Jones, que estava seguindo o rastro de Rick. Quando a reunião começa, Rick descobre alguns zumbis dentro da comunidade, autorizados inadvertidamente por Gabriel, e mostra um dos corpos aos alexandrinos reunidos, mostrando que eles precisam de sua ajuda para sobreviver. Pete invade a reunião para matar Rick, mas acidentalmente mata o marido de Deanna. Atormentada, Deanna ordena que Rick execute Pete, o que ele faz no momento em que Daryl, Aaron e Morgan chegam. |              |                                                                                       |                       |                                   |                         |                     |